# أنديرس كيور
أنديرس كيور (بالدنماركية: Anders Kure)‏ هو لاعب كرة قدم دنماركي، ولد في 12 سبتمبر 1985 في آرهوس في الدنمارك. شارك مع منتخب الدنمارك تحت 17 سنة لكرة القدم ومنتخب الدنمارك تحت 19 سنة لكرة القدم. أما مع النوادي، فقد لعب مع آرهوس جمناستيك فورينينغ ونادي فايله.

## وصلات خارجية
- أنديرس كيور على موقع قاعدة بيانات كرة القدم.إي يو (الإنجليزية)
- أنديرس كيور على موقع Soccerway.com (الإنجليزية)